# 任讓
任 譲（じん じょう、生年不詳 - 329年）は、東晋初期の軍人。平原郡の人。蘇峻の乱で蘇峻軍の中心として活躍するが、鎮圧軍に敗れて処断された。

## 生涯
東晋に仕え、冠軍将軍蘇峻の参軍に任じられていた。
咸和2年（327年）10月、朝廷は蘇峻の軍権を剥奪しようと画策した。蘇峻を大司農として朝廷に召還する代わりに軍権を弟の蘇逸に移すように命を下した。蘇峻は度々断ったものの、朝廷の重ねての厳命に観念して、朝廷に赴こうとした。任譲は「将軍は荒れた郡に移ることを求めても許されず、事ここに至っては生きる道を恐れず、兵を動かして自守するしかありません」と蘇峻に説いた。阜陵県令匡術も蘇峻に反乱を勧めたこともあり、蘇峻は遂に朝廷の命令に応じなくなった。
驃騎将軍蘇峻の司馬に任じられた。
咸和3年（328年）9月、討死した蘇峻に代わり、任譲らは蘇逸を主として石頭城で守りを固めた。
咸和4年（329年）1月、右衛将軍劉超・侍中鍾雅が懐徳県令匡術・建康県令管旆らと成帝司馬衍を奉じて城外の鎮圧軍への合流を謀った。事が露見し、蘇逸は任譲に命じて劉超・鍾雅の捕縛を命じた。任譲は宮殿に入り、劉超・鍾雅を捕らえた。司馬衍は劉超・鍾雅に抱きつき、泣きながら二人の助命を請うた。しかし任譲は意に介さず、司馬衍と劉超・鍾雅を引き離して二人を殺害した。
2月、鎮圧軍が石頭城を攻めた。蘇碩軍は敗れ、任譲は捕らえられた。鎮圧軍の盟主で征西大将軍陶侃は任譲と旧知の間柄であり、司馬衍に助命を請うた。しかし、司馬衍は劉超・鍾雅を殺害した任譲を許さず、処断された。

## 人物・逸話
幼少から軽薄かつ無法者であった。当時、州大中正を務めた華恒はやむなく任譲を追放した。任譲は蘇峻の将となり、勢いに乗って多くの人々を誅殺したが、華恒を見ると一転して彼を慎み敬い、決して凶暴な行為をとることはなかった。劉超・鍾雅を殺害した際、蘇逸は華恒も処断しようとした。しかし、任譲は心を尽くして助命や保護に努めたため、華恒は難を逃れることができた。